# Шкотовый узел
Шко́товый у́зел в морском деле (англ. Sheet Bend) — один из основных морских вре́менных узлов, соединяющий концы двух тросов. Ранее шкотовый узел представлял собой ввязанный в шкот отрезок снасти бегучего такелажа, который обрамлял парус и служил его креплением, по которому и приобрёл своё название. Развязывать узел легко, также узел не повреждает трос. Состоит из колы́шки и обноса. Шкотовый, беседочный, бекетовый узлы построены на общей основе. Рисунок ткацкого и шкотового узлов — одинаковый, однако отличаются способ завязывания и материал, поэтому узлы — разные.
Это старейший из известных человечеству узлов, найденный археологами фрагмент рыболовной сети, вывязанной шкотовыми узлами, был создан чуть более 9000 лет назад.
При применении шкотового узла контрольные узлы — обязательны. Надёжно держит, когда на трос приложена тяга. Шкотовым узлом следует связывать верёвки только из одного и того же материала. Применять шкотовый узел на синтетическом тросе не следует, так как он скользит и может выхлестнуться из петли. В морском деле шкотовый узел применяют только для временного связывания вместе концов двух тросов разной толщины, однако он ничуть не хуже держит и на одинаковых верёвках. Применяется, например, для привязывания верёвки к петлям флага, отчего также его называют «флаговым».
Зачастую, ошибочно, шкотовый узел также называют «бекетовым» (Becket Bend), однако, — это два различных узла. Отличие в том, что бекетовый узел (Becket Hitch) является штыком, крепление троса к огону, тогда как шкотовый узел представляет собой ввязывание конца одного троса в петлю, сделанную концом другого троса.

## Способ завязывания
Существуют несколько способов завязывания ткацкого (шкотового) узла:
- 1-й морской способ (для завязывания тонкими и мягкими тросами[4]) — сделать колышку одним тросом; вдеть конец другого троса в колышку сверху; обернуть колышку (концы узла должны обязательно выходить с той же стороны узла); этим способом узел завязывают на середине троса[22][23] или надёжно связываются концы двух верёвок (с обязательными контрольными узлами на обоих узлах), позволяющий легко развязать трос после сильной тяги
- 2-й морской способ (для завязывания толстыми и жёсткими тросами[4]) — сделать петлю одним тросом; вдеть конец другого троса в петлю снизу; обернуть петлю (концы узла должны обязательно выходить с той же стороны узла)
- 3-й морской способ (скорый) — из сваечного узла[24]
- Ткацкий способ — вязание пальцами постоянного узла (без намерения развязывать в дальнейшем) концами двух нитей[25]
- Как при начале завязывания плоского узла[26]

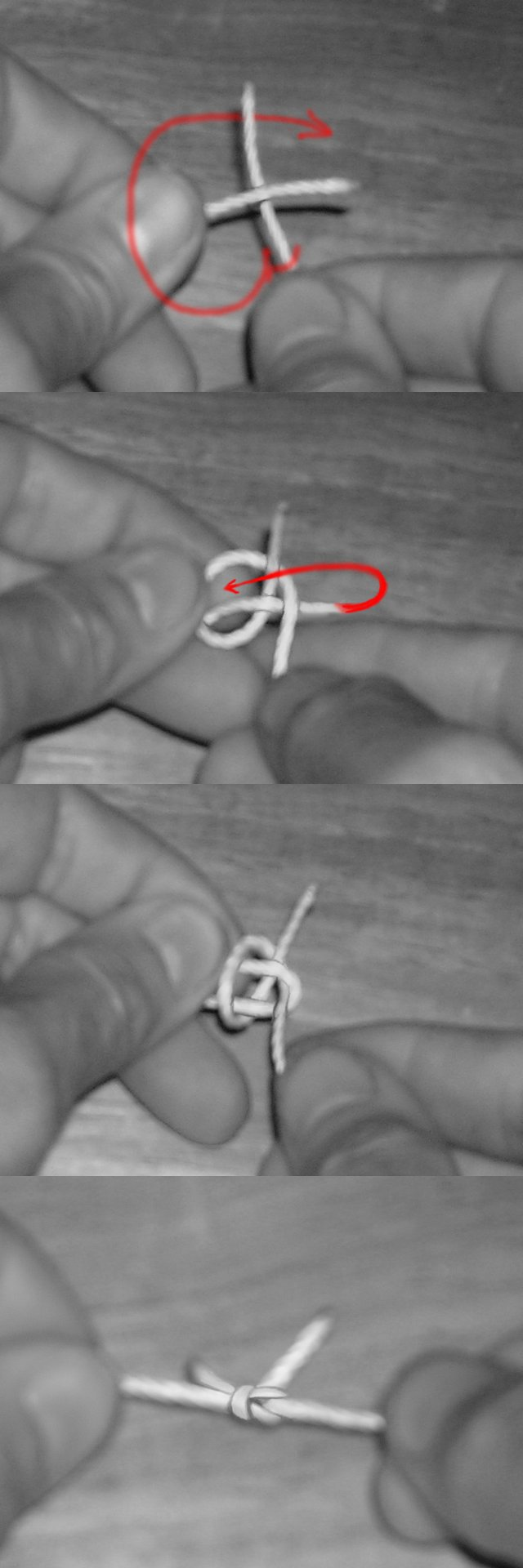
Ткацкий способ завязывания

2-й морской способ
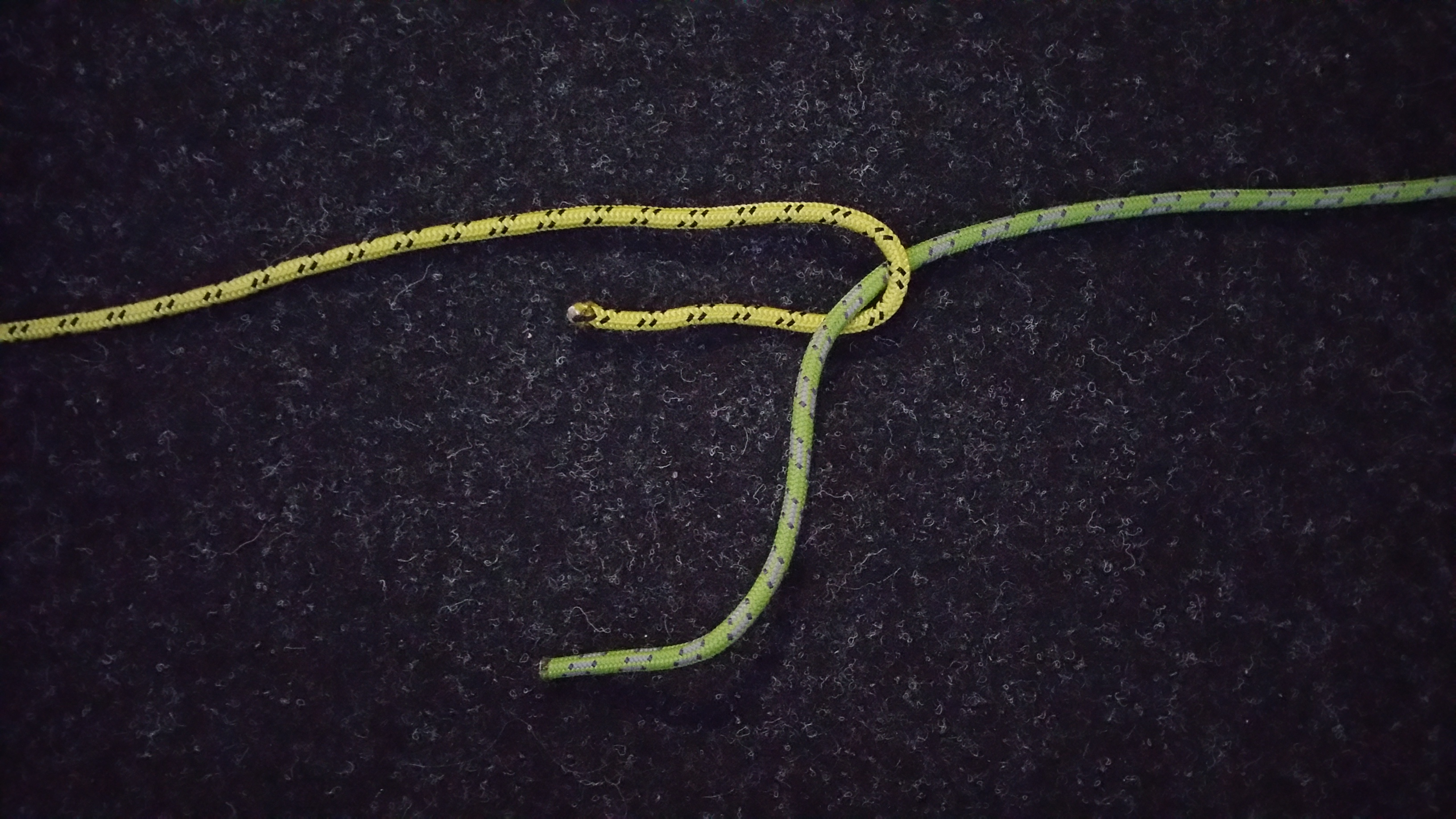
1. Сделать петлю одним тросом; вдеть конец другого троса в петлю снизу.
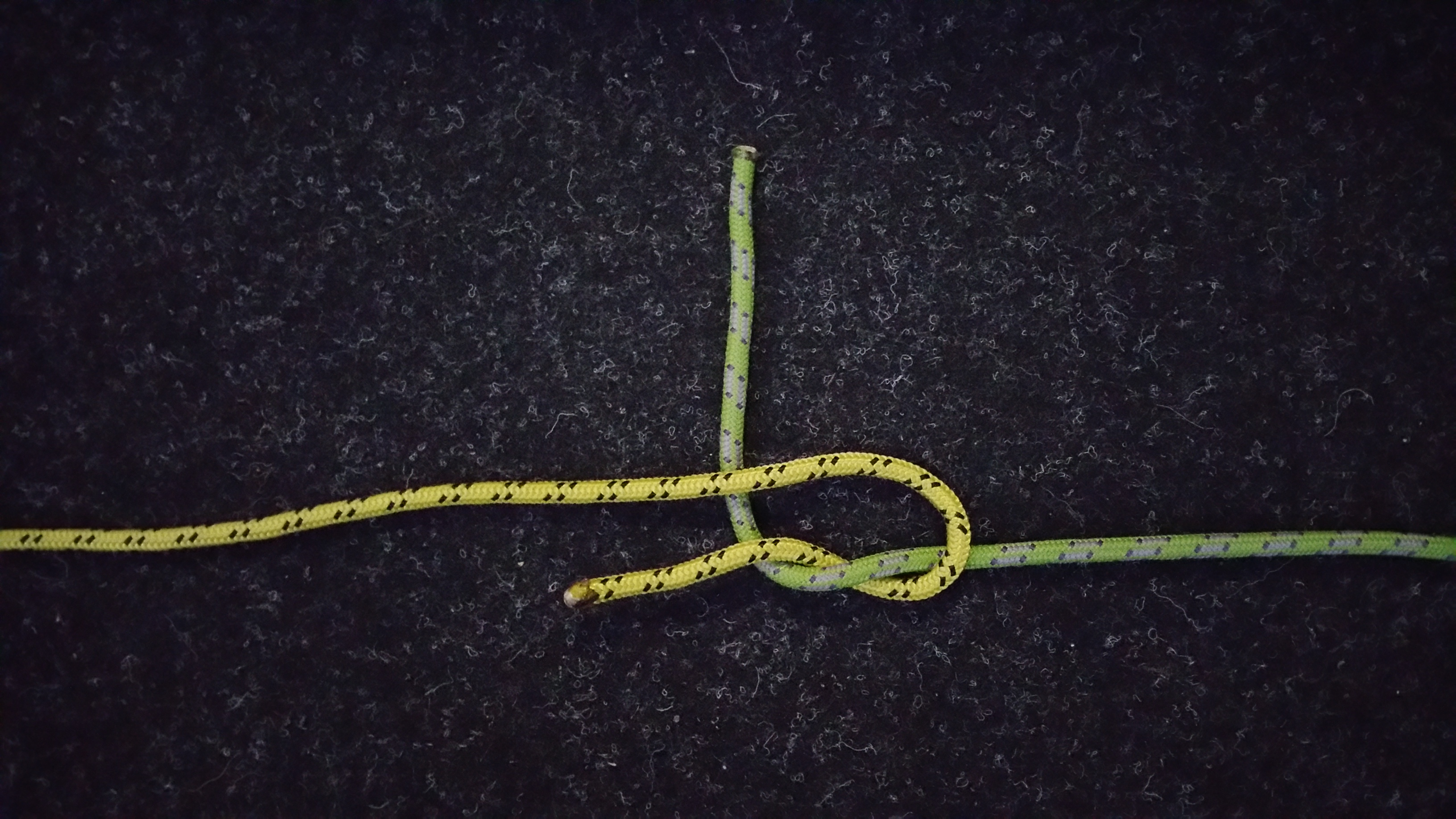
2. Обернуть петлю.
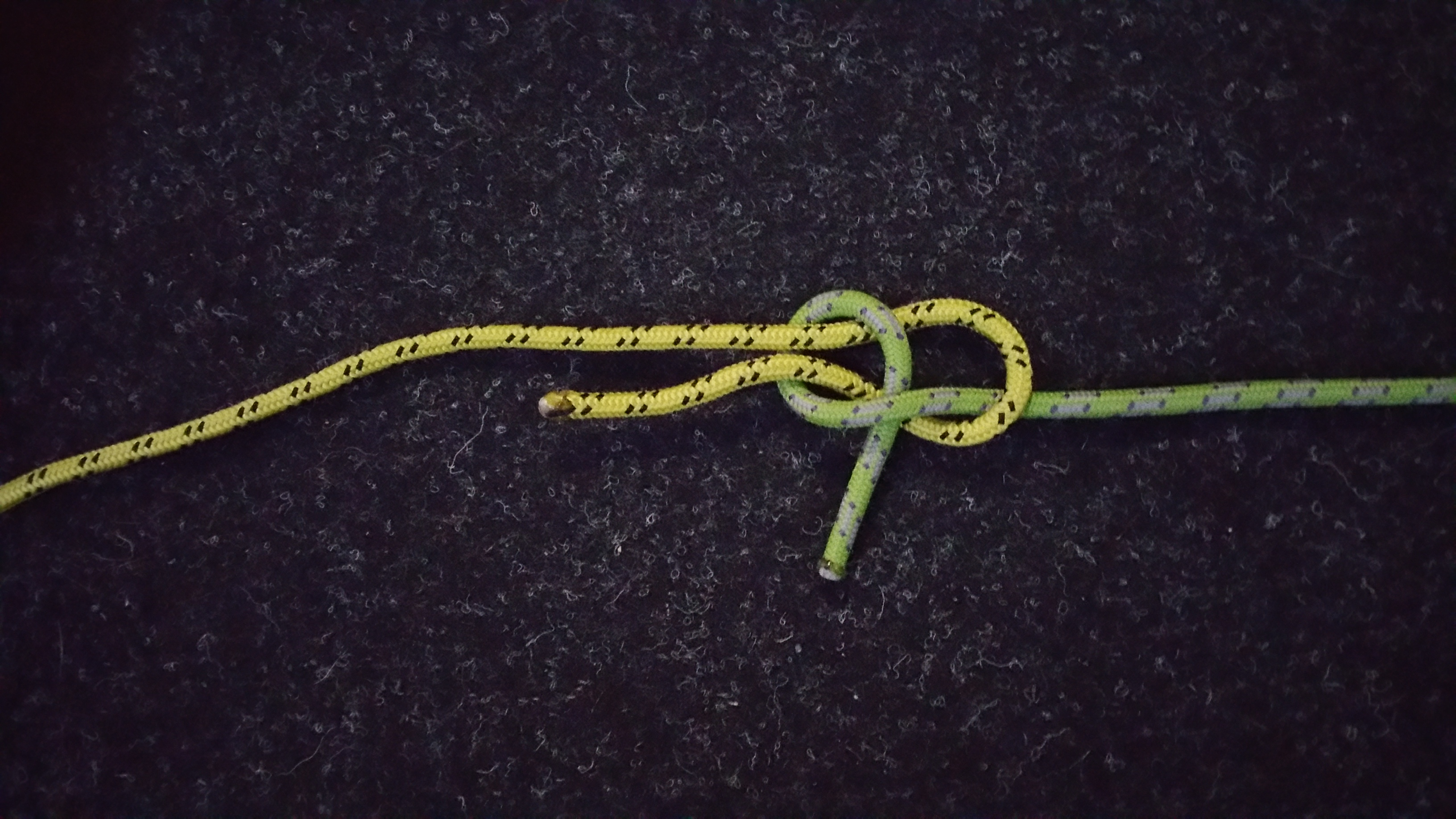
3. Создать колышку.
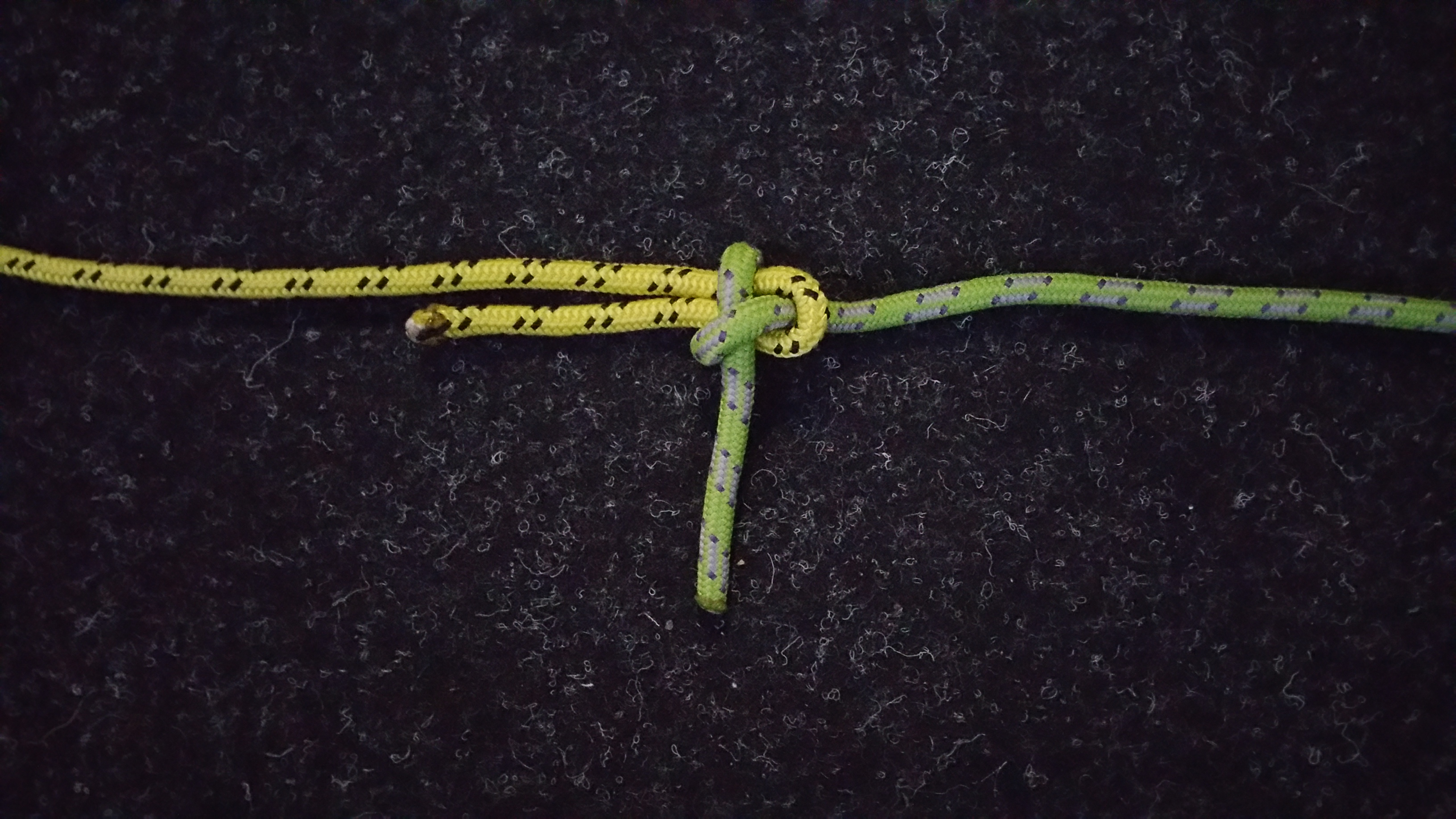
4. Затянуть.

Ошибки при завязывании
Правильно завязанный шкотовый узел имеет ходовые концы на одной стороне. Если ходовые концы расположены на разных сторонах узла — это ошибка; такой узел — слабый и плохо держит нагрузку на тросах из растительного материала, согласно «Книге узлов Эшли».

## Применение
Ткацкое дело
- Постоянное соединение концов разорвавшейся нити в ткацком станке

Рыболовство
- При вязании рыболовной сети[9]

В морском деле
- Для соединения пары концов тросов ради временного удлинения
- Крепления флага, в этом случае узел называют «флаговым»

## Галерея

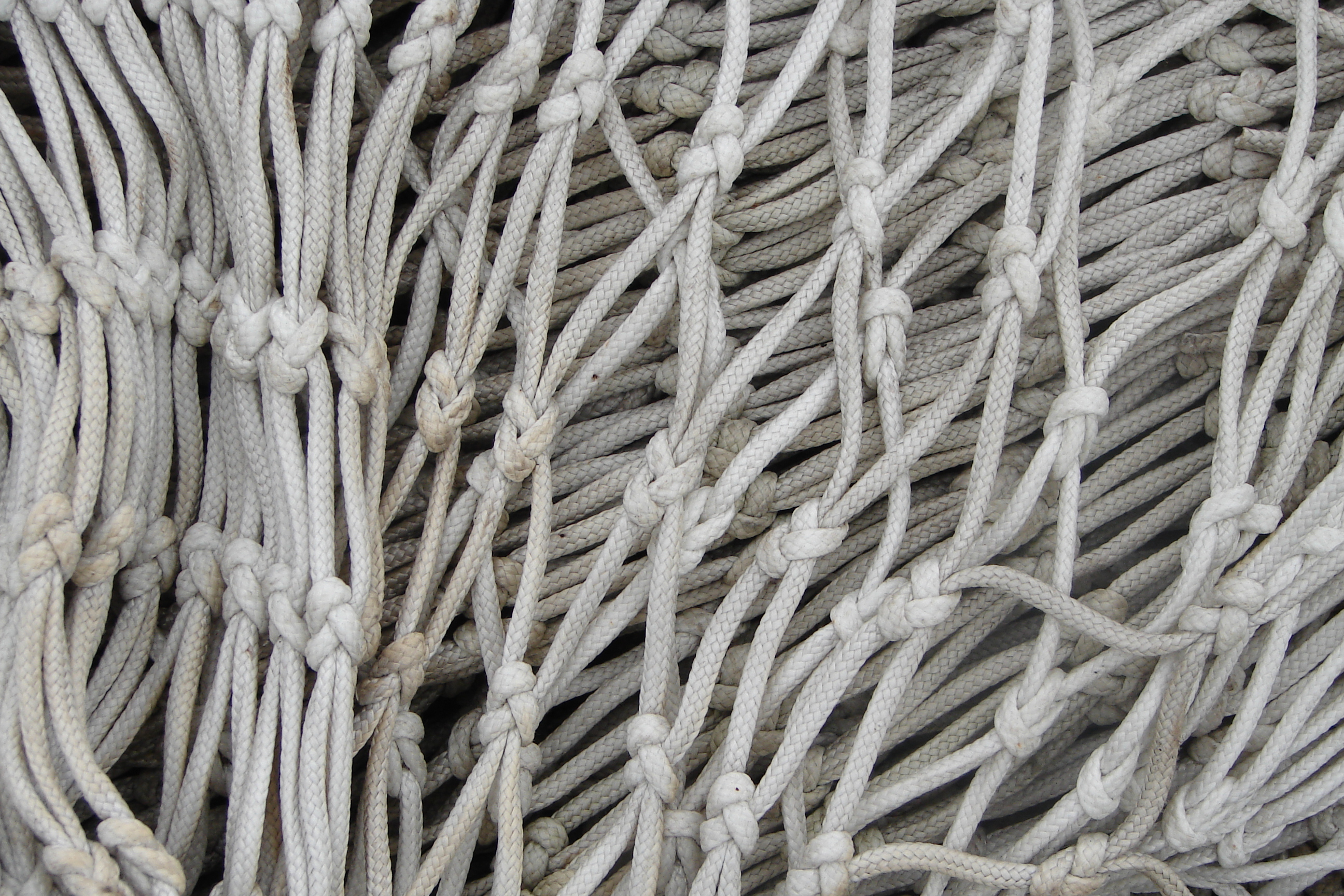
Сеть, связанная шкотовыми узлами
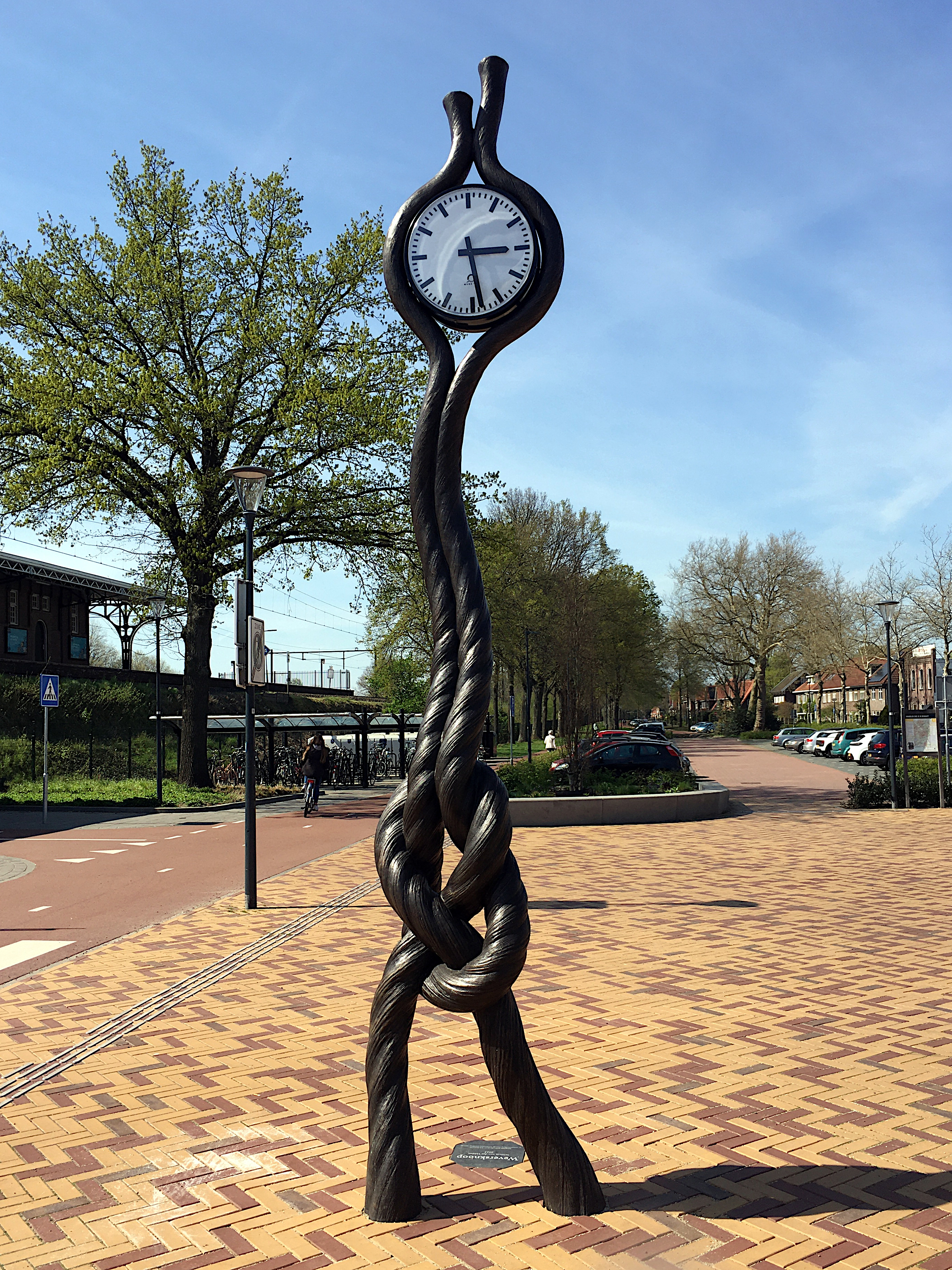
Уличные часы в Geldrop-Mierlo, 2022, скульптор — Willem van der Velden
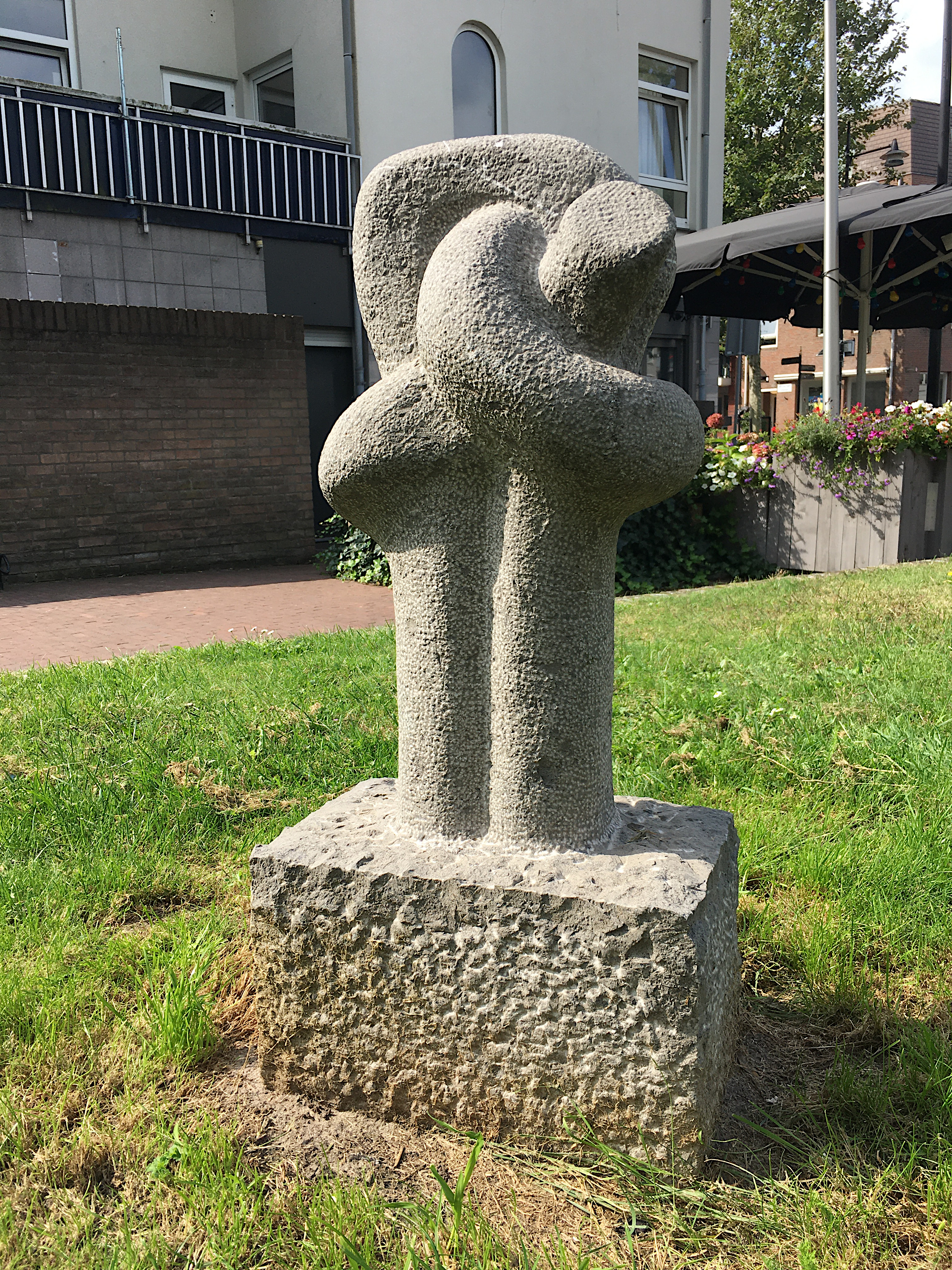
Скульптура (Wim Lemmen, Хелмонд, 1984)
Правильно завязанный шкотовый узел
Левосторонний шкотовый узел (Left-Hand Sheet Bend) — неправильный; ходовые концы — на разных сторонах узла